# Secret Superstar
Secret Superstar è un film del 2017 diretto da Advait Chandan.

## Riconoscimenti
- National Child Awards 2017: 
  - Exceptional Achievement a Zaira Wasim
- Screen Awards 2017:  
  - Most Promising Newcomer – Female a Zaira Wasim
  - Best Actor in a Supporting Role – Female a Meher Vij
- Zee Cine Awards 2017: 
  - Best Debutant Director a Advait Chandan
  - Best Music Director a Amit Trivedi
  - Best Supporting Actor (Female) a Meher Vij
  - Best Actor in a Negative Role a Raj Arjun
- Lions Gold Awards 2018: 
  - Best Supporting Actor (Male/Female) a Meher Vij
- Filmfare Awards 2018: 
  - Miglior attrice (Riconoscimento della critica) a Zaira Wasim
  - Miglior attrice non protagonista a Meher Vij
  - Miglior cantante in playback femminile a Meghna Mishra
- International Indian Film Academy Awards 2018: 
  - Best Playback Singer – Female a Meghna Mishra
  - Best Supporting Actress a Meher Vij
- Mirchi Music Awards 2018: 
  - Upcoming Female Vocalist of The Year a Meghna Mishra
- Bollywood Film Journalists Awards 2018: 
  - Best Supporting Actress a Meher Vij
  - Best Male Debut a Tirth Sharma
  - Best Music Director a Amit Trivedi
  - Best Playback Singer – Female a Meghna Mishra
  - Best Lyrics a Kausar Munir
- News18 Reel Movie Awards 2018: 
  - Best Supporting Actress a Meher Vij
  - Best Playback Singer – Female a Meghna Mishra